# Występek
Występek – czyn zabroniony zagrożony grzywną powyżej 30 stawek dziennych albo powyżej 5000 złotych, karą ograniczenia wolności przekraczającą miesiąc albo karą pozbawienia wolności przekraczającą miesiąc (art. 7 § 3 Kodeksu karnego).

## Przykłady sankcji
- Kto (…) podlega grzywnie, karze ograniczenia wolności albo pozbawienia wolności do roku.
- Kto (…) podlega karze pozbawienia wolności:
  - do lat 3,
  - od 3 miesięcy do lat 5,
  - od 6 miesięcy do lat 8,
  - od roku do lat 10,
  - od lat 2 do 15.[2]